# Moulin Thonnard
De Moulin Thonnard is een watermolen op de Jeker, gelegen aan de Rue du Geer 29 te Eben-Emael.
Deze onderslagmolen fungeerde als korenmolen.
In 1800 bestond deze molen reeds. Twee raderen naast elkaar, en aan elkaar vastgemaakt, dreven de molen aan.
Tegenwoordig is de molen aan het verval prijsgegeven. De Jeker is rechtgetrokken, zodat de vervallen raderen ook geen aanvoer meer hebben.